# Горелик, Габриэль Симонович
Габриэль Си́монович Горе́лик (1906, Париж — 1957, Долгопрудный) — советский учёный-радиофизик и педагог, автор популярного учебника «Колебания и волны», декан ФОПФ МФТИ (1955—1957).

## Биография
Габриэль Горелик учился в Московском университете (1923-1929), увлёкся теоретической физикой, его научным наставником стал профессор Леонид Мандельштам.
Работал на радиофизическом факультете Горьковского университета под руководством академика А. А. Андронова. В 1952 году подвергся травле в связи с «идеологическими ошибками» в своём учебнике «Колебания и волны». В отличие от многих других, оказавшихся в аналогичной ситуации, не каялся и отвечал травившим его исключительно мужественно и достойно. В 1953 году переехал в Москву, работал в Физико-техническом институте.
Трагически погиб 27 июня 1957 года, попав под поезд в Долгопрудном.

## Семья
Родился в семье Симона Зеликовича Горелика (1885, Паричи Бобруйского уезда Минской губернии — 1939, Москва) и Ревекки Рахмилевич. Симон Горелик окончил медицинские факультеты в Париже и Женеве. Работал в бюро ИККИ. Получил жильё в престижном доме у Красных ворот, где жил нарком Литвинов. В 1937-1939 работал на кафедре терапии Первого мединститута. Врач, предотвративший в Москве эпидемию лёгочной чумы. Поставив фатальный для любого контактёра диагноз, он заперся c первичным носителем проф. А. Л. Берлиным (микробиолог, работавший с живой чумной бациллой) в подвале Екатерининской больницы в Москве, оставшись у постели больного, и информировал о случившемся НКВД. В результате умерло всего 3 человек, включая доктора Горелика.
Сёстры — старшая Мира и младшая Лея. Мира вышла замуж за чекиста Лухманова, замначальника контрразведки Дальнего Востока, позднее (1939) репрессированного. В 1937 арестовывают и тётю Г. С. Горелика с мужем, известным революционером и соратником Ленина Григорием Шкловским и дядю — Абрама Горелика (А. Лежнёва) (1938). Лея и её сын — Михаил Ломоносов репатриируются в Израиль (1992). Племянник Габриэля Симоновича — Михаил Ломоносов, профессор математики Университета в Беэр-Шеве.
Сын — Андрей Горелик, заведующий кафедрой оптико-злектронных систем Московской государственной академии приборостроения и информатики, профессор, доктор физико-математических наук.

## Сочинения
- Горелик Г. С. «Колебания и Волны» (1959)
- Г. С. Горелик, Боровицкий С. И. «Гетеродинирование света» 59 (7) (1956)
- Горелик Г. С. «Памяти А. А. Андронова» 49 (3) (1953)
- Горелик Г. С. «Некоторые применения второго закона термодинамики к электрическим флуктуациям» 44 (5) (1951)
- Горелик Г. С.«Интерференция, диффракция, спектральное разложение в оптике и радио» 36 (11) (1948)
- Горелик Г. С.«О демодуляционном анализе света» 34 (3) (1948)
- Андронов А. А., Горелик Г. С., Папалекси Н. Д., Рытов С. М. «Некоторые исследования в области нелинейных колебаний, проведённые в СССР, начиная с 1935 Г.» 33 (11) (1947)